# Roxy Jezel
Roxy Jezel (n. 5 de juny de 1982) és una actriu porno britànica. Roxy és filla de pare anglès i mare tailandesa. Va néixer i va créixer a Londres, concretament a la zona est, coneguda com a East London.

## Biografia
En els seus anys de col·legi i institut era molt bona estudiant, fins a tal punt que en secundària va rebre el premi del seu col·legi a la millor estudiant. Després d'acabar el col·legi, va anar a la universitat i es va llicenciar en filosofia i ètica. Poc després d'acabar els seus estudis universitaris va començar a viatjar pel món, la qual cosa li va portar a Austràlia, on va començar a treballar com stripper.

## Carrera com a actriu porno
Mentre estava a Austràlia treballant com stripper, va començar a treballar per a un lloc web d'internet, arribant als ulls i cridant l'atenció d'un caçador de talents pornogràfic dels Estats Units que va contactar amb ella i li va oferir treball en la indústria X. Roxy va acceptar l'oferta i en poc temps va acudir a Los Angeles, Estats Units.
Va rodar la seva primera escena a l'abril de 2003 per a l'estudi Redlight District, per a la pel·lícula Me Luv O Long Time 4 al costat dels actors porno Erik Everhard i Lexington Steele. Va continuar treballant molt activament en un gran nombre d'escenes molt dures de gènere gonzo fins a l'estiu de 2006, realitzant pràctiques sexuals molt extremes, destacant pràctiques de sexe anal, fent-se cèlebre per això i fins a convertir-se en un dels màxims exponents i en una de les actrius més famoses de la pornografia gonzo extrema de l'actualitat.
Al juliol de 2006 Roxy va participar en la segona edició del concurs de l'actriu porno Jenna Jameson emès en Playboy TV Jenna's American Sex Star, en el qual diverses actrius porno competeixen per un contracte amb ClubJenna, la productora de Jenna Jameson. Roxy va sortir com a guanyadora, unint-se així a l'imperi d'estels de ClubJenna i convertint-se en l'última addició a la productora, adquirint un contracte exclusiu.
Després d'haver signat el seu contracte exclusiu amb l'estudi ClubJenna, l'estil de les pel·lícules en les quals Roxy treballava va canviar completament, deixant enrere el gonzo extrem per aparèixer en pel·lícules més suaus per les quals la productora es caracteritza.
Roxy va fer un cameo apareixent en la tercera sessió final de les sèries de HBO sèries Entourage.
Al febrer de 2007 va sortir a la venda la seva primera pel·lícula de ClubJenna, titulada Rockin' Roxy.